# Motyxia
Genre
Motyxia est un genre de mille-pattes bioluminescents de la famille des Xystodesmidae.

## Bioluminescence
Une étude menée en 2011 s’intéresse à la bioluminescence de ces arthropodes ; étant aveugles cette capacité ne peut leur servir à certains emplois admis comme l’attraction d’un partenaire sexuel. Les auteurs de l’étude font une expérience avec deux lots de leurres, certains phosphorescents et d’autres non, qui se conclut par une prédation plus élevée des leurres ternes, démontrant l’avantage de la bioluminescence pour ces mille-pattes.

## Répartition
Ce genre est endémique de Californie.

## Liste des espèces
Selon Catalogue of Life (18 octobre 2019) :
- Motyxia dissecta Causey & Tiemann nec Wood, 1967
- Motyxia exilis Loomis, 1953
- Motyxia expansa Loomis, 1953
- Motyxia kerna Chamberlin, 1941
- Motyxia monica Chamberlin, 1944
- Motyxia pior Chamberlin, 1941
- Motyxia porrecta Causey & Tieman, 1969
- Motyxia sequoia (Chamberlin, 1941)
- Motyxia sequoiae (Loomis & Davenport, 1951)
- Motyxia tejona Chamberlin, 1947
- Motyxia tiemanni Causey, 1960
- Motyxia tularea (Chamberlin, 1949)